# London Controlling Section
Pour la surveillance des réseaux sociaux, voir Katiba des Narvalos#Controlling Section (CtrlSec) et signalement des comptes djihadistes sur Twitter.
Pour les articles homonymes, voir LCS.
La London Controlling Section (en abrégé LCS, en français « Section de Direction de Londres ») est une organisation britannique ultra-secrète qui, pendant la Seconde Guerre mondiale, fut chargée :
- de la conception des plans stratégiques de mystification,
- et de la coordination de leur exécution (batailles, raids, coups de commando...) par les responsables : MI6, MI5, comité XX, PWE, services de renseignements des trois armes.

Elle fut créée par Winston Churchill en avril 1941. Son existence fut officiellement reconnue en 1969.

## Membres
- Oliver Stanley, chef de la LCS jusqu'en juin 1942,
- Lieutenant-Colonel (plus tard Colonel) John Henry Bevan, MC, chef de la LCS à partir de juin 1942,
- Major (plus tard Colonel) Ronald Evelyn Leslie Wingate, adjoint,
- Flight Lieutenant (plus tard Wing Commander) Dennis Yates Wheatley, RAFVR[3].
- George Mallaby,
- Major (plus tard Lieutenant-Colonel) Harold Peteval,
- Major Derrick Morley,
- Commander James Arbuthnott, RN[4].,
- Pr Edward Neville da Costa Andrade,
- Sir Reginal Hoare, lien avec le Foreign Office,
- Lieutenant-colonel William H. Baumer, représentant des forces armées des États-Unis,
- Major Neil Gordon Clark,
- Commander A. Finter,
- Lieutenant (Royal Navy) Jane Pleydell-Bouverie.

Officiers détachés :
- Lieutenant-colonel H.M. O'Connor, aux États-Unis,
- Major Michael Bratby, aux États-Unis,
- Brigadier Dudley Clarke, au Caire,
- Colonel Peter Fleming, en Inde et Asie du sud,